# Dromaeolus cephalotes
Dromaeolus cephalotes är en skalbaggsart som beskrevs av Sharp 1908. Dromaeolus cephalotes ingår i släktet Dromaeolus och familjen halvknäppare. Inga underarter finns listade i Catalogue of Life.